# Скеју де Жос (Дамбовица)
Скеју де Жос (рум. Scheiu de Jos) насеље је у Румунији у округу Дамбовица у општини Лудешти. Oпштина се налази на надморској висини од 334 m.

## Становништво
Према подацима из 2002. године у насељу је живело 1200 становника, од којих су сви румунске националности.